# Mihaela Mihai

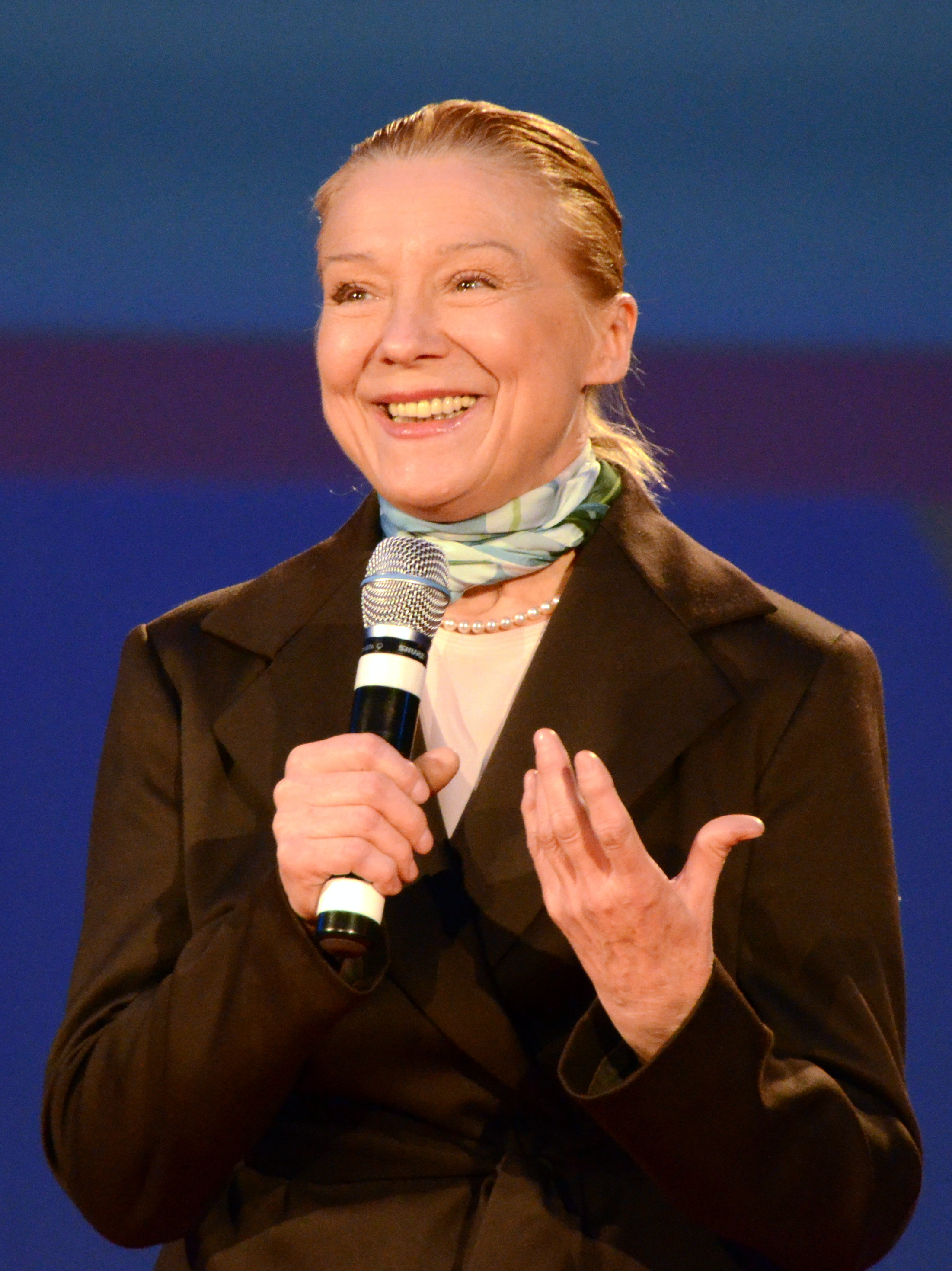
Mihaela Mihai in 2012

Mihaela Mihai (Giurgiu, 27 oktober 1946) is een Roemeense zangeres en actrice. Ze verwierf in Roemenië bekendheid met het lied "De-ai fi tu salcie la mal".

## Biografie
Na de muziekschool en de middelbare school volgde Mihai piano- en vioollessen en studeerde later af aan het Nationaal Muziekconservatorium in Boekarest.
Ze begon haar zangcarrière in 1964.
Ze won in 1971 in België de "Coupe d'Europe du Tour de Chant".
In 1973 nam ze deel aan het Mamaia festival voor lichte muziek, met het lied De-ai fi tu salcie la mal, geschreven door Horia Moculescu. Het lied kwam niet door de juryselectie, maar werd wel een hit.
Ze kreeg een zesjarig platencontract aangeboden in Frankrijk en heeft lange tijd in Frankrijk gewoond. Ze kreeg ook het Franse staatsburgerschap. Na de Roemeense revolutie keerde ze terug naar haar geboorteland maar werd daar niet geaccepteerd, waarna ze snel weer terugkeerde naar Frankrijk. Daar trouwde ze met de Roemeense ambassadeur in Frankrijk, met wie ze uiteindelijk toch weer naar Roemenië is verhuisd.
Verder acteerde ze in drie Roemeense speelfilms: Cartierul veseliei (1964, geregisseerd door Manole Marcus en geschreven door Ioan Grigorescu en Teodor Mazilu), Asediul (1970, geregisseerd door Mircea Mureșan, geschreven door Corneliu Leu en Mircea Mureșan) en in Bariera (1972, geregisseerd door Mircea Mureșan, geschreven door Teodor Mazilu).

## Politieke activiteiten
- Mihai was de oprichter en voorzitter van de Unie van Vrije Professionele Kunstenaars van Roemenië (UAPR-Artis) en auteur van Wet 109/2005 betreffende kunstenaarspensioenen in Roemenië (die ook wel de "Mihaela Mihai"-wet wordt genoemd).
- Ze probeerde zich als onafhankelijke kandidaat te stellen bij de eerste verkiezingen voor het Europees Parlement in 2014[3], maar slaagde er niet in de vereiste 100.000 handtekeningen te verzamelen.

## Privé-leven
Mihai is driemaal getrouwd geweest.